# Жуан Жакіте
Жуан Жакіте (порт. João Jaquité, нар. 22 лютого 1996, Бісау) — футболіст Гвінеї-Бісау, півзахисник португальського клубу «Вілафранкенсе» і національної збірної Гвінеї-Бісау.

## Клубна кар'єра
Народився 22 лютого 1996 року в місті Бісау. Грав за молодіжну команду клубу «Тондела». Дорослу футбольну кар'єру розпочав 2015 року в основній команді того ж клубу, в якій провів два сезони, після чого був відданий в оренду до третьолігової команди «Лузітано».
2018 року повернувся до «Тондели», де вже мав постійну ігрову практику і провів ще три сезони на рівні Прімейри. 
У серпні 2021 року перейшов до «Вілафранкенсе».

## Виступи за збірну
2019 року дебютував в офіційних матчах у складі національної збірної Гвінеї-Бісау.
У складі збірної був учасником Кубка африканських націй 2019 року в Єгипті та Кубка африканських націй 2021 року, що проходив на початку 2022 року в Камеруні.